# Бернаткі (Нижньосілезьке воєводство)
Бернаткі (пол. Biernatki, нім. Berndorf) — село в Польщі, у гміні Вондрожі-Великі Яворського повіту Нижньосілезького воєводства.
Населення — 133 особи (2011).
У 1975-1998 роках село належало до Легницького воєводства.

## Демографія
Демографічна структура станом на 31 березня 2011 року:
|          | Загалом | Допрацездатний вік | Працездатний вік | Постпрацездатний вік |
| -------- | ------- | ------------------ | ---------------- | -------------------- |
| Чоловіки | 61      | 7                  | 49               | 5                    |
| Жінки    | 72      | 18                 | 41               | 13                   |
| Разом    | 133     | 25                 | 90               | 18                   |